# 董太夫人
董太夫人（?—?），中國五代十国之閩國开国君主王審知及其次兄王审邽的母亲，王恁的继妻。當初，王審知隨王緒入福建，命令屬下不得帶老弱行軍。王審知兄弟帶著母親從軍，王緒知道後，以違背軍法要殺他們。王審知說：“人人都有母親，將軍爲什麽要將士們捨弃母親？”王緒大怒，要殺董太夫人。王審知請先於母死，眾將求情得免。王審知成為威武军節度使，董太夫人被封為秦國太夫人。董太夫人去世後，建報恩定光多寶塔紀念。王延鈞做皇帝後，亦尊諡祖母。